# Красноклювый буйволовый скворец
Красноклю́вый бу́йволовый скворе́ц (лат. Buphagus erythrorhynchus) — вид птиц монотипического семейства Buphagidae. Подвидов не выделяют.
Вид распространён в саваннах Восточной и Южной Африки. Ареал вида охватывает Эфиопию и Сомали, Кении, Танзании, Малави, Замбии, Ботсвану, Зимбабве, юг Мозамбика и северо-восточную часть ЮАР.
Птица длиной 18—20 см с эффектным красным клювом, иногда с жёлтым кончиком на надклювье. Жёлтое окологлазное кольцо сильно выделяется на фоне тёмного оперения головы. Верхняя сторона тела тёмно-коричневая. Брюхо охристого цвета. Ноги чёрные с крепкими когтями.
Живут группами до 20 птиц. Держатся рядом со стадами крупных копытных млекопитающих (носорогов, буйволов, жирафов, зебр, гиппопотамов, антилоп, домашнего скота). Питаются насекомыми, их личинками, а также клещами и другими кожными паразитами крупных млекопитающих. Они питаются также мягкими тканями ран и кровью животных, препятствуя тем самым их быстрому заживлению. В течение дня они часто сидят на спине или шее копытных.
Гнездо обычно строят в дуплах деревьев, выкладывая его дно частями растений и шерстью животных. Кладка состоит из одного-шести яиц. Инкубационный период длится до 18 дней. Через 18 дней птенцы становятся на крыло.